# چارلز گبلین
چارلز گبلین (انگلیسی: Charles Giblyn؛ ۶ سپتامبر ۱۸۷۱ – ۱۴ مارس ۱۹۳۴) کارگردان، هنرپیشه و فیلم‌نامه‌نویس اهل کشور ایالات متحده آمریکا بود.
از فیلم‌هایی که وی در آن نقش داشته است می‌توان به پسران صحرا و همچنین شش سری اشاره کرد.